# Kościół Jezuitów w Valletcie
Kościół Obrzezania Pańskiego (malt. Knisja taċ-Ċirkonċiżjoni tal-Mulej, ang. Church of the Circumcision of Our Lord), bardziej znany jako kościół Jezuitów (malt. Knisja tal-Ġiżwiti, ang. Jesuits' church) – jeden z najstarszych kościołów w Valletcie na Malcie, i jeden z największych w diecezji. Kompleks, obejmujący kościół i college, zajmuje cały teren zamknięty w kwartale ulic Triq Il-Merkanti, Triq San Kristofru, Triq San Pawl oraz Triq L-Arcisqof.

## Historia
Ignacy Loyola, fundator Towarzystwa Jezusowego, od 1553 rozważał otwarcie kolegium na Malcie. W liście z 28 marca 1592, skierowanym osobno do biskupa Tomása Gargallo oraz wielkiego mistrza De Verdalle’a, papież Klemens VIII usilnie prosił o utworzenie Kolegium Jezuitów. Miało ono być przede wszystkim kościelne, a nie naukowe, głównie przygotowujące kandydatów do stanu duchownego.

Formalnie kolegium powstało na mocy aktu notarialnego sporządzonego 12 listopada 1592 przez notariusza Giacomo Sillato, a podpisanego m.in. przez wielkiego mistrza De Verdalle’a, biskupa Gargallo oraz inkwizytora na Malcie. Utworzenie kolegium było znaczącym krokiem naprzód w dziedzinie edukacji na Malcie; dotychczas osoby chcące rozszerzyć swoją wiedzę musiały udawać się na Sycylię. Wraz ze swym przybyciem na Maltę Jezuici stali się na wyspie pionierami w zakresie edukacji.

Kamień węgielny pod budowę kompleksu kolegium i kościoła położony został 4 września 1595 przez wielkiego mistrza zakonu joannitów Martina Garzesa. Cała budowa ukończona została w 1602. Kolegium zaczęło być znane jako Collegium Melitense. Jezuici zainicjowali wyższe studia z zakresu filozofii i teologii, kontynuując prace na tym polu aż do usunięcia ich z wyspy w 1768 przez wielkiego mistrza Emanuela Pinto. Od tego momentu kolegium stało się Uniwersytetem Maltańskim.

## Architektura

### Oryginalny kościół
Projektantem oryginalnego kościoła był włoski architekt Giuseppe Valeriano (1542–1596), wówczas oficjalny architekt zakonu Jezuitów. Miejsce pod jego budowę podarował kościół katedralny. Plany świątyni powstały w 1593. Kościół, którego budowę ukończono w 1609, był pierwszym na Malcie kościołem zbudowanym na planie krzyża łacińskiego, i był uważany za najładniejszy kościół Jezuitów w prowincji sycylijskiej, do której należała Malta.

Był budowlą z czterownękową nawą główną, oflankowaną symetrycznie przez siedem bocznych kaplic oraz pasażem łączącym nawę z bocznym wyjściem na Triq L-Arċisqof. Prezbiterium z ołtarzem głównym zostało wpuszczone w ogólną strukturę kompleksu. Kopuła została zbudowana ponad skrzyżowaniem nawy i transeptu, a dwa skrzydła tego ostatniego były tylko trochę szersze niż kaplice boczne, i miały taką samą głębokość.
12 września 1634 eksplozja w wytwórni prochu spowodowała poważne zniszczenia kościoła i kolegium. Świątynia musiała zostać odbudowana.

### Kościół istniejący
Kościół, stojący do dzisiaj, powstał w oparciu o plany i projekt wojskowego architekta i inżyniera, zakonnego rezydenta, Francesco Buonamiciego z Lukki; była to pierwsza praca wykonana na Malcie przez architekta o międzynarodowej reputacji. Fasadę cechuje styl barokowy, zaś wewnątrz widać wpływy architektury doryckiej. Plan świątyni naśladuje Il Gesù w Rzymie.

Jezuici wyrazili chęć odbudowy kościoła w wersji bogatszej niż poprzednia. Buonamici przekształcił ciemne i ponure wnętrze poprzedniej budowli w jaśniejsze i bogatsze. Prace nad projektem nowej fasady i kopuły, oraz odbudową kościoła artysta rozpoczął na początku 1637.

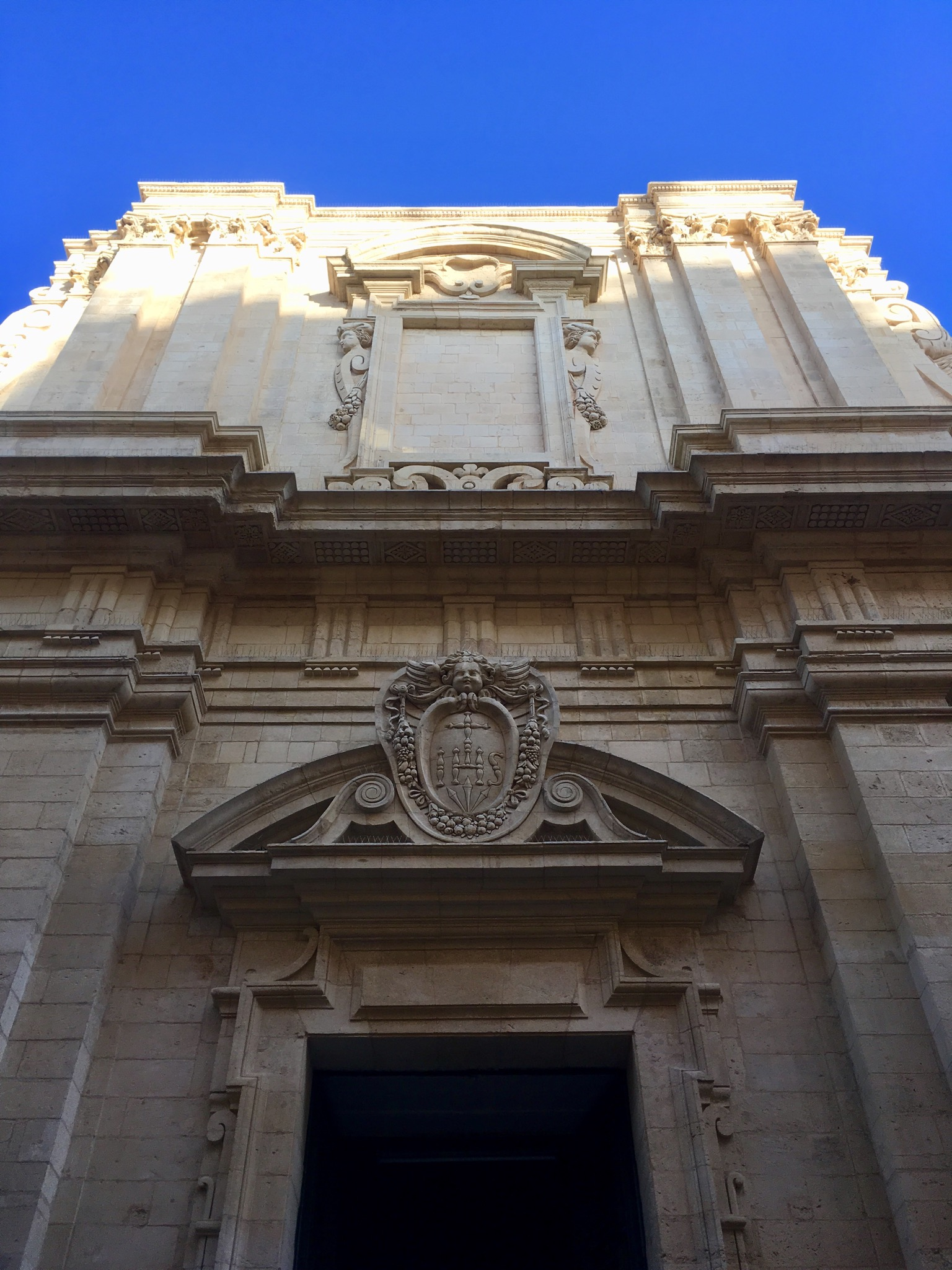
Centralna zatoka fasady kościoła

Odbudowa fasady rozpoczęła się w 1647, i była wciąż nieukończona przed opuszczeniem Malty przez architekta w 1659. Fasada zawiera trzy zatoki na dolnym poziomie, z centralną powtórzoną na poziomie górnym. Ta zaś połączona jest z niższymi bocznymi przez spływy wolutowe. Na niższym poziomie uwidaczniają się imponujące doryckie pilastry, wznoszące się z parami z cokołów. Wspierająca się na nich potężna dorycka entablatura z tryglifami i metopami na fryzie oraz gierowanym gzymsem biegnie nieprzerwanie w poprzek fasady, rozdzielając oba poziomy. Prostokątne wejście, znajdujące się centralnie, otoczone jest kamienną ramą, zwieńczone zaś półkolistym frontonem, z umieszczonym na nim ozdobnym medalionem z godłem zakonu Jezuitów – chrystogramem. Na fasadzie znajdują się różne elementy dekoracyjne – okna w bocznych zatokach zwieńczone są daszkiem w kształcie greckiej litery Ω, zawierającej muszlę przegrzebka; na spływach wolutowych głowy aniołków z kwiatowymi dekoracjami; para figur na wolutach flankujących ślepe okno na górnym poziomie.
11 stycznia 1693 silne trzęsienie ziemi na Sycylii spowodowało uszkodzenie wielu budynków również na Malcie; między nimi był też budynek kościoła. 
Uroczystego poświęcenia kościoła dokonał 16 grudnia 1731 biskup Paul Alphéran de Bussan.
Pod koniec maja 1992 rozpoczęto generalny remont budynku kościoła. Objął on naprawę dachu, kopuły, ścian zewnętrznych oraz likwidację uszkodzeń spowodowanych wodami opadowymi przeciekającymi przez nieszczelny dach. Prace zakończono w 2002. Koszty operacji wyniosły około 100 000 Lm. 
W marcu 2016 rozpoczęła się kolejna kompleksowa restauracja kościoła. Prace rozpoczęto od kopuły oraz dachu, jako najbardziej zniszczonych. Cały rok 2017 poświęcono na naprawę uszkodzonych partii oraz odnowienie fasady od Triq Il-Merkanti oraz elewacji od strony Triq L-Arcisqof. Odnowiono również cztery statuy stojące na rogach kompleksu starego uniwersytetu i kościoła. Koszt prac zakończonych w styczniu 2018 zamknął się kwotą 600 000 euro, w całości pokrytą z funduszy państwowych.

### Wnętrze
Nawa główna jest długa na 153 ft (ok. 46,6 m), szeroka na 26 ft (ok. 7,9 m), zaś szerokość transeptu wynosi 77 ft (ok. 23,5 m). 

#### Nawa główna
Nawę przykrywa sklepienie kolebkowe z lunetami, które jest surowe, nie ozdobione żadnymi obrazami. Kopuła kościoła została zbudowana nad kwadratowym przecięciem nawy i transeptu, wsparta jest na bębnie, który z kolei poprzez pendentywy wspiera się na czterech potężnych narożnych zestawach pilastrów. Każdy z pilastrów połączony jest półkolistym łukiem z sąsiednim.

Ubogie pilastry w nawie oryginalnego kościoła zostały podporządkowane półokrągłym łukom wspieranym przez pary podwójnych kolumn wzrastających z kamiennych postumentów. Te wspaniałe przykłady palladiańskiego motywu stoją całkowicie oddzielone od pilastrów nawy. Wnętrze przebudowanego kościoła jest bardzo bogato zdobione. Kolumny Serliana mają ścisły spiralny wzór na 2/3 długości ich trzonu, a dolna część ma bardziej skomplikowane geometryczne grawerowanie. Spodnia strona łuków naw ma wyrazisty, kwiecisty wzór dekoracyjny. Buonamici podniósł wysokość sklepionej nawy za pomocą ciągłego gzymsu. Otwory okienne umieszczone nad bocznymi kaplicami pozwalają na wnikanie większej ilości światła do wnętrza kościoła.

Pomiędzy trzecią a czwartą kaplicą po lewej stronie umiejscowiona jest misternie rzeźbiona drewniana ambona, ze wspaniale wykonanymi figurami Niepokalanej Matki Jezusa, św. Ignacego, św. Pawła oraz św. Franciszka Ksawerego. Pod podłogą nawy znajduje się kilka miejsc pochówku, zaznaczonych marmurowymi płytami.   

#### Prezbiterium
Prezbiterium wyłamuje się z prostokątnej ogólnej bryły kościoła, wpuszczone zostało w ogólną strukturę kompleksu. Marmurowy ołtarz główny dziś stojący w kościele został umieszczony w prezbiterium w listopadzie 1730, zastępując dotychczasowy.

Obraz tytularny umieszczony w ołtarzu przedstawia Obrzezanie Dzieciątka Jezus, chociaż kościół jest ogólnie znany jako kościół Jezuitów z powodu powiązania z tym zakonem i kolegium. Obraz jest dziełem Filippo Paladiniego (ok. 1544–1616), włoskiego malarza, który pracował na Malcie pod koniec XVI wieku. Obraz ten jest postrzegany jako jedno z najlepszych jego dzieł. Został odnowiony na początku XX wieku. Balustrada oddzielająca prezbiterium jest wspaniałym przykładem lokalnego rękodzieła artystycznego. Na bocznych ścianach prezbiterium wiszą dwa duże owalne obrazy przedstawiające Świętego Jana Chrzciciela oraz Świętą Annę. Oba są dziełem Giuseppe D'Areny.

### Kaplice boczne
Patrząc od strony wejścia do kościoła po obu stronach nawy znajdują się kaplice boczne, cztery po lewej stronie oraz trzy po prawej. Naprzeciw czwartej kaplicy znajduje się pasaż łączący nawę z bocznym wyjściem na Triq L-Arċisqof. Z pasażu wiodą również wejścia do dwu oratoriów. Kaplice znajdują się również w ramionach transeptu. Poza tymi ostatnimi, pozostałe kaplice i przedsionek przykryte są kopułami.

#### Kaplicaśw. Karola Boromeusza
Pierwsza kaplica po lewej stronie od strony wejścia 14 grudnia 1654 oddana została pod opiekę rodzinom Dicos (Ducos), Sagnani (Sagnano) i Dorell. Ołtarz zrobiony jest z drewna i pozłacany. W mensie ołtarzowej znajdują się relikwie. W ołtarzu obraz tytularny pędzla Stefano Erardiego Św. Karol Boromeusz i ofiary dotknęte zarazą. W lunetach również prace Erardiego: Św. Karol Boromeusz z chorymi oraz Św. Franciszek Ksawery wspomagający biednych. Na środku kaplicy marmurowa płyta nagrobna Joannesa (Giovanniego) Sagnaniego z Wenecji (zm. 1690), który zapoczątkował gałąź rodziny na Malcie, oraz Don Giovanniego Battisty Sagnaniego (zm. 1740), Jezuity, proboszcza w Żebbuġ. Na lewej ścianie kaplicy znajduje się duży drewniany krucyfiks, dzieło maltańskiego rzeźbiarza Alessandro (Xandru) Farrugii z Żejtun.

#### Kaplicaśw. Piotra w Okowach
Kolejna kaplica po lewej stronie 25 kwietnia 1662 oddana została pod opiekę małżonkom Pietro Rosselliemu i Aloisii Massa. Faktycznie Pietro był fundatorem kaplicy. Tak obraz tytularny Apostoł Piotr uwolniony z więzienia, jak i dwa obrazy na lunetach – Męczeństwo św. Piotra oraz Święci Piotr i Paweł prowadzeni na miejsca kaźni, są pędzla Mattia Pretiego. Obrazy na ścianach kaplicy, Święty Jan Chrzciciel, Święty Jan Nepomucen oraz Święty Paweł są darem Bractwa Matki Bożej Miłosierdzia z kolegiaty św. Pawła Rozbitka w Valletcie, które opiekuje się dziś kaplicą. Na marmurowym ołtarzu w formie sarkofagu herby rodzin Rosselli i Massa. Pod podłogą na środku kaplicy spoczywają jej fundatorzy; miejsce zaznaczone jest marmurową płytą nagrobną.    

#### Kaplicaśw. Józefa
Trzecia po lewej to kaplica oddana 8 września 1625 w opiekę Paolinie di Napoli. Obraz w ołtarzu, przedstawiający Powrót Świętej Rodziny z ucieczki do Egiptu przypisywany jest Battistello Caracciolo. Obraz został po wojnie odnowiony. Na lunetach przedstawione są epizody z życia św. Józefa. Na bocznej ścianie obraz Święty Benedykt Józef Labre. Pod posadzką kaplicy pochowany jest Don Giovanni Domenico Felix, sekretarz wielkiego mistrza Antoine de Paule.

#### KaplicaKrzyża Świętego
Kolejna kaplica po lewej stronie nawy 20 stycznia 1633 oddana została pod opiekę szlacheckim rodzinom Xara oraz Bonici. Ołtarz dzisiejszy wykonany jest z marmuru, w 1911 został podarowany przez ks. P.P. Sceberrasa. W ołtarzu w miejscu obrazu znajduje się drewniany krucyfiks w bogatej oprawie. Dwa obrazy w lunetach, dzieła Gio Nicoli Buhagiara, przedstawiają Adorację Trzech Króli oraz Ofiarowanie Dzieciątka Jezus w świątyni. W kaplicy pochowane są osoby z rodzin Xara i Bonici. 

#### KaplicaMatki Bożej z Montserrat
Kaplica znajduje się w lewym, patrząc od wejścia, ramieniu transeptu. Zbudowana została z inicjatywy biskupa Tomása Gargallo, który pochodził z miasta Collbató, w pobliżu Montserrat. Obraz w ołtarzu jest dziełem Giuseppe D’Areny, zwanego Romano. Przedstawia on Matkę Bożą z Dzieciątkiem Jezus w otoczeniu aniołów. W 1647 u dołu obrazu po lewej stronie domalowana została postać św. Franciszka Ksawerego, stąd kaplica zaczęła być kojarzona z tym świętym. W 1700 po przeciwnej stronie domalowano postać św. Franciszka Borgiasza. Również niewielki obraz u szczytu nastawy wyszedł spod pędzla D’Areny. Przedstawia on Ojca Przedwiecznego. Dwa inne obrazy po bokach ołtarza to Święty Jan Ewangelista oraz Święta Rozalia.
Wielkie płótno na bocznej ścianie to Męczennicy z Nagasaki Stefano Erardiego. Biskup Gargallo zmarł w 1614 i pochowany został, zgodnie ze swą wolą, w kaplicy tego kościoła przez niego zbudowanej. Przypomina o tym zdobione epitafium na bocznej ścianie.  

#### Kaplicaśw. Anny
Kaplica św. Anny, matki Maryi, pierwsza od wejścia po prawej stronie nawy, 18 lipca 1653 oddana została pod opiekę Vincenzy Xary. Ołtarz drewniany, pozłacany, z herbem rodziny Xara z boku. Obraz w ołtarzu, przedstawiający Św. Joachima, św. Annę i Błogosławioną Dziewicę jest dziełem Nicolò Lozeta ze szkoły flamandzkiej. W niszy bocznej ściany kaplicy umieszczona jest zabytkowa marmurowa figura Matki Bożej Misyjnej. 

#### Kaplicaśw. Agatyiśw. Łucji
Druga kaplica po prawej stronie poświęcona jest świętym męczennicom Agacie i Łucji. Kaplica została 26 września 1633 przypisana Matteo Filiberto di Lucia, który sfinansował dokończenie jej budowy. Ołtarz z białego marmuru zawiera obraz Św. Agata i św. Łucja, który jest dziełem Joannesa de la Preite ze szkoły lombardzkiej. Lunety, wykonane przez Giuseppe D’Arenę przedstawiają Męczeństwo św. Agaty oraz Męczeństwo św. Łucji. W kaplicy znajdziemy obraz Święty Liberiusz, który jest patronem m.in. cierpiących na kamicę żółciową. Tradycja czczenia na Malcie tego świętego sięga czasów wielkiego mistrza Nicolasa Cotonera, który cierpiał na to schorzenie. Na ołtarzu znajduje się również cudowny obraz Matka Boża Pompejańska, praca maltańskiego malarza Giuseppe Calì. Jest to wierna kopia obrazu z bazyliki w Pompei. Święto tej patronki jest obchodzone w kościele Jezuitów 8 maja. 

#### KaplicaAnioła Stróża
Kolejna, trzecia kaplica od wejścia po prawej zbudowana została przez małżeństwo Mariano i Marianę Sueyda, i oni też zostali 11 marca 1627 jej prawnymi opiekunami. Ołtarz w kaplicy wykonany jest z drewna, nosi na bokach herby tej rodziny. Obraz tytularny Anioł Stróż przypisywany jest Louisowi Finsonowi (ok. 1580–1617) lub artyście ze szkoły Luki Giordano (1632–1705). Dwie lunety, przedstawiające Dusze czyśćcowe są pracami Giovanniego Battisty Bonaciny. W podstawie ołtarza znajduje się naturalnych rozmiarów figura leżącego Chrystusa, używana podczas obrzędów wielkopiątkowych. Poza innymi obrazami w kaplicy warte wspomnienia są dwa, przedstawiające Archanioła Gabriela oraz Archanioła Rafaela. Oba są dziełami Raffaele Caruany (1820–1886), syna Pietro Paolo Caruany. Grób rodziny Sueyda, znaczony płytą nagrobną, znajduje się w nawie kościoła przed kaplicą.

#### Kaplicaśw. Ignacego Loyoli
Druga duża kaplica, leżąca w prawym końcu transeptu, poświęcona jest założycielowi Towarzystwa Jezusowego zwanego potocznie zakonem Jezuitów, oraz Trójcy Świętej. Obraz tytularny Trójca Święta i św. Ignacy wyszedł spod pędzla Giovanniego Francesco Romanelli (1617–1662) z Viterbo. 3 grudnia 1633 kaplica została przypisana rodzinom Abela i Testaferrata, wielkim dobroczyńcom kościoła. Na bokach ołtarza znajdują się herby Gian Francesco Abeli, oraz rodziny Testaferrata. Na ścianie kaplicy epitafium Giacomo Testaferraty de Robertis (zm. 1661), Rycerza Świętego Cesarstwa Rzymskiego, sekretarza wielkiego mistrza Rafaela Cotonera. 

### Oratoria
Od strony Triq L-Arċisqof do kościoła przylegają dwa oratoria.

#### Oratorium Onorati
Oratorium pod wezwaniem Wniebowzięcia Najświętszej Maryi Panny było tradycyjnie uczęszczane przez wybitnych mieszkańców Valletty. Zgromadzenie założone zostało przez rycerzy zakonu joannitów w 1600, pierwotnie gromadziło się w kaplicy kolegium Jezuitów aż do czasu wzniesienia wspomnianego oratorium za czasów wielkiego mistrza Nicolasa Cotonera. Po usunięciu Zakonu z wyspy działalność zgromadzenia ustała, jednak w 1813 zostało ono reaktywowane.
Wygląd zewnętrzny oratorium jest dość surowy. Na elewacji północnej przylegającej do Triq Il-Merkanti znajdują się na wysokim poziomie dwa duże okna z prostymi obramowaniami i płaskimi gzymsami nad nadprożem, oraz trójkątny fronton rozpięty w poprzek elewacji wieńczący całość. Narożnik zaakcentowany jest przez olbrzymi, zdobiony panelami pilaster z figurą św. Franciszka Borgiasza. Elewacja boczna jest naga, z wyjątkiem trzech prostokątnych ram wokół zamurowanych okien na wysokim poziomie oraz trzech półkolistych okien na poziomie clerestorium. Na centralnym zamurowanym oknie umieszczony jest niewielki posąg Matki Boskiej.

Wnętrze składa się z trójprzęsłowej nawy, której ściany, w przeciwieństwie do części zewnętrznej, ozdobione są płaskorzeźbami i rzeźbami umieszczonymi w niszach. Żłobkowane pilastry korynckie rozdzielają naprzemiennie nisze i duże obrazy w ozdobnych kamiennych ramach. Ołtarz główny zdobią dwie gigantyczne żłobkowane korynckie kolumny uniesione na podwójnych cokołach i podtrzymujące otwarty segmentowy fronton. Ołtarz flankują kolejne dwa posągi i dwa popiersia na poziomie clerestorium. Oratorium ma płaski kasetonowy sufit i marmurową podłogę.

MEPA umieściła Oratorium Onorati i posągi św. Franciszka Borgii i Najświętszej Maryi Panny na liście pomników narodowych 1. stopnia, zgodnie z obwieszczeniem rządowym nr 276/08 w Dzienniku Rządowym z dnia 28 marca 2008. Posągi św. Franciszka Borgii oraz Matki Bożej umieszczone są również na liście National Inventory of the Cultural Property of the Maltese Islands odpowiednio pod nr. 00576 oraz 00579.
Obraz tytularny jest dziełem Stefano Erardiego, zaś pozostałe, znajdujące się na ścianach bocznych wyszły spod pędzla jego syna, Alessio. Są to: Święta Anna prezentuje Maryję w świątyni,  Narodziny Jezusa, Niepokalane Poczęcie, Zwiastowanie, Nawiedzenie św. Elżbiety przez Maryję oraz Ofiarowanie Jezusa w świątyni.

#### Oratorium Niepokalanego Poczęcia
W oratorium założone zostało Zgromadzenie Tajemnicy. Oratorium upiększone jest wieloma obrazami, w tym Święty Filip Neri Giuseppe Hyzlera (1787–1858) oraz niewielki obraz przedstawiający Matkę Bożą z Góry Karmel Salvatore Barbary. Inne obrazy przestawiają tematykę podobną do tych w Oratorium Onorati.

### Zakrystia
Zakrystia jest starą budowlą. Przechowywane są tutaj obrazy, które wcześniej znajdowały się w kościele bądź w kolegium. Wśród nich znajdują się prace przedstawiające św. Stanisława Kostkę, św. Franciszka Salezego, św. Franciszka Ksawerego, św. Franciszka Regisa, św. Łucję, Anioła Stróża, św. Rozalię, św. Franciszka Borgiasza, św. Jana Chrzciciela, św. Agnieszkę.

## Świątynia dzisiaj
Dziś w kościele odprawiane są msze święte w dni powszednie o godz. 10:00 i 12:00, w soboty o 10:00, 12:00 i 18:45, oraz w niedziele i święta o 7:45, 8:45 oraz 10:30 (ta ostatnia po łacinie).

## Ochrona dziedzictwa kulturowego
Budynek kościoła wpisany został 27 sierpnia 2012 na listę National Inventory of the Cultural Property of the Maltese Islands pod nr. 00577